# The Weather Girls
The Weather Girls est un groupe de chanteuses américaines créé en 1982. Leurs membres originaux sont Martha Wash et Izora Armstead (en). Elles sont principalement connues pour leur tube It's Raining Men, sorti en 1982 et devenu un succès mondial en 1983.

## Histoire

### Première époque: Martha Wash et Izora Rhodes
Les deux premières membres du groupe sont les chanteuses noires-américaines Martha Wash et Izora Rhodes (connue ensuite sous son nom de mariage, Izora Armstead). Peu avant de prendre le nom de Weather Girls, elles chantent ensemble de 1977 à 1981 en tant que chanteuses de soutien pour le chanteur Sylvester, puis forment un premier groupe ensemble en 1980 : Two Tons o'Fun. Sous ce nom, elles enregistrent plusieurs chansons qui les font connaître puisque trois de leurs titres arrivent en deuxième place au classement Billboard du Hot Dance Club Songs : "Earth Can Be Just Like Heaven" (1980) ; "Just Us" (1980, la chanson arrive aussi à la 29e place au classement US R&B) ; et la chanson de Hi-NRG "I Got the Feeling" en 1981.
En 1982, sous la supervision du producteur musical Paul Jabara, Martha Wash et Izora Rhodes sortent la chanson "It's Raining Men" accompagnée d'un clip où elles se présentent comme des "Weather Girls" (présentatrices météo) annonçant une pluie d'hommes. La chanson remporte un succès éclatant et devient un symbole des revendications féminines et noires-américaines, mais elle est aussi adoptée par la communauté gay américaine. Les deux chanteuses conservent alors le nom de Weather Girls. Plusieurs chansons suivent : "Dear Santa (Bring Me a Man this Christmas)" (accompagnée elle aussi d'un clip) et "No One Can Love You More Than Me". Martha Wash et Izora Rhodes enregistrent en tout cinq albums ensemble : deux sous le nom de Two Tons o' Fun (Two Tons O' Fun en 1980 et Backatcha en 1981) puis trois albums sous le nom de The Weather Girls (Success en 1982, Big Girls Don't Cry en 1985 et un album au nom du groupe, The Weather Girls, en 1988).

### Deuxième époque: Izora et Dynelle Rhodes
Le groupe se sépare après la sortie de l'album The Weather Girls en 1988. Martha Wash entame alors une carrière en solo qui dure encore. Izora Armstead, de son côté, déménage en Allemagne et reforme le groupe The Weather Girls avec sa fille Dynelle Rhodes. Trois albums sortent avec cette formation : Double Tons of Fun (1993, album incluant les chansons "Party" et "We Shall All Be Free"), Think Big ! (1995) et Puttin' On The Hits (1998). Le groupe fait des tournées en Europe. En 2002, le groupe se joint au groupe des Disco Brothers à l'occasion des finales allemandes en vue du Concours Eurovision de la chanson, avec la chanson "Get Up". Le groupe finit seulement 13e sur 15. Leur dernier single, "Big Brown Girl", est sorti en 2004.
Izora Armstead meurt d'une crise cardiaque en septembre 2004 à l'âge de 62 ans.

### Troisième époque: Dynelle Rhodes et Ingrid Arthur
Dynelle Rhodes poursuit son travail pour les Weather Girls, désormais en compagnie de sa cousine Ingrid Arthur. Le groupe ainsi composé sort un nouvel album, Totally Wild en 2005. La chanson "Wild Thang", incluse dans cet album, remporte un certain succès dans les clubs underground.
En 2008, les Weather Girls sont créditées en tant qu'artistes dans la chanson "Break You" de Ralph Falcon interprétée par les groupes Murk et Funky Green Dogs. La chanson reste n°1 du classement American dance chart pendant une semaine en mai 2008.

## Discographie

### Albums
| Année | Album               |
| ----- | ------------------- |
| 1983  | Success             |
| 1985  | Big Girls Don't Cry |
| 1988  | Weather Girls       |
| 1993  | Double Tons Of Fun  |
| 1995  | Think Big           |
| 1999  | Puttin' On The Hits |
| 2005  | Totally Wild        |